# Strathspey (Écosse)
Pour les articles homonymes, voir Strathspey.

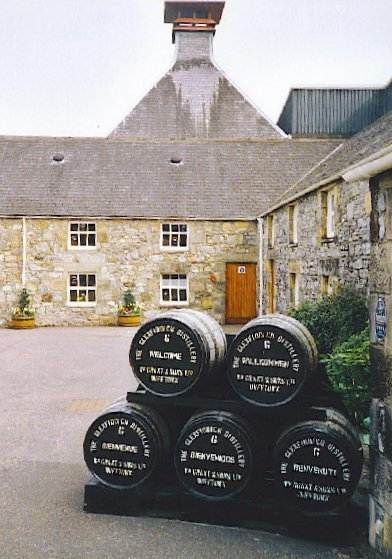
La Glenfiddich Distillery, à Dufftown

Strathspey (en gaélique écossais : Srath Spè) est une région située aux abords de la vallée du fleuve Spey, en Écosse, à cheval sur les council area de Moray et de Highland.
C'est dans le Strathspey que se situe l'un des principaux centres de l'industrie du whisky écossaise, le Speyside, avec une concentration importante de distilleries de single malt dans la région, dont les distilleries Glenfiddich et Balvenie. La principale ville de la région est Grantown-on-Spey.
Récemment il y a eu plusieurs controverses concernant la possibilité de renommer le lieu en une forme plus anglicisée de Spey Valley.

## Jumelage
Touques, en France.